# Grimion Gant de Cuir
Grimion Gant de Cuir est une série de bande dessinée du Français Pierre Makyo. Lancée dans le mensuel Circus en 1983, elle a fait l'objet de quatre albums publiés de 1984 à 1992 par Glénat.
Localisée dans la France rurale des années 1930, la série met en scène le jeune Grimion, qui a la particularité d'avoir une patte de chat à la place de la main droite.

## Liste des albums
- Grimion Gant de Cuir, Glénat :

1. Sirène, 1984  (ISBN 2-7234-0427-7). Prix des lecteurs de la bibliothèque municipale du festival d'Angoulême 1985.
2. Le Corbeau blanc, 1985  (ISBN 2-7234-0529-X).
3. La Petite mort, 1987  (ISBN 2-7234-0824-8).
4. Le Pays de l'arbre, 1992  (ISBN 2-7234-1438-8).

- Grimion Gant de Cuir : L'Intégrale, Glénat, coll. « Caractère », 1994  (ISBN 2-7234-1821-9). Réédité en 1999  (ISBN 2-7234-2972-5).